# Liku
Liku es un pueblo cerca del punto más oriental de la isla de Niue. Se encuentra al este de la capital, Alofi.
Liku está conectado a la capital por una carretera que atraviesa el centro de la isla. También es - junto con Lakepa, cuatro kilómetros al norte - una de las dos aldeas en la costa este de carretera que une Hakupu en el sur con el Mutalau en la costa norte.

## Demografía
Evolución demográfica 
| Gráfica de evolución demográfica de Liku entre 1986 y 2011 |
|                                                            |
|                                                            |

La población ha ido disminuyendo bastante desde 1991.
- Datos: Q2570188